# 慶鈴汽車
慶鈴汽車股份有限公司，簡稱慶鈴汽車股份（英語：Qingling Motors Co. Ltd，港交所：1122），於1994年由慶鈴汽車（集團）有限公司和五十鈴自動車株式會社組成聯營公司。
業務在中國內地生產及銷售五十鈴輕型、中型、重型商用車、皮卡車、多功能車，以及柴油和汽油發動機。
董事長為吳雲，總部位於中国重庆市九龙坡区中梁山协兴村1号。
該公司於1994年8月17日於港交所主板上市。

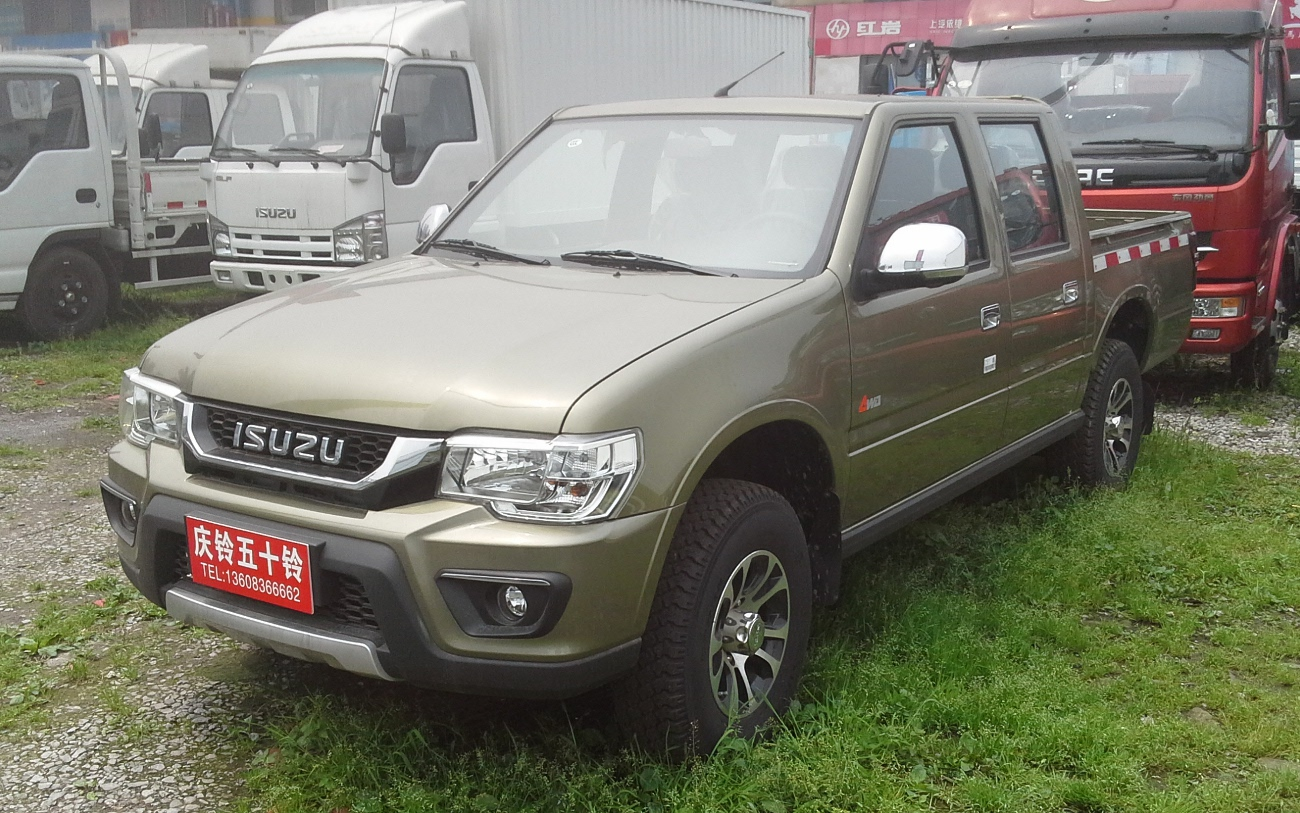
慶鈴五十鈴TF

## 庆铃汽车（集团）有限公司
則在1969年成立前身為「重庆汽车制造厂」，當時品牌為「山城」，而主要業務除了生產和銷售以上各類車輛外，還包括铸造、锻造、铸铝等。

## 参看
- 五十鈴汽车

## 連結
- Qingling.com.cn （页面存档备份，存于）